# Coloring Book
Coloring Book is de derde mixtape van de Amerikaanse rapper Chance the Rapper uitgebracht op 13 mei 2016 als gratis download.

## Track listing
| Nr. | Titel                                                                               | Producer(s)                                                          | Duur |
| --- | ----------------------------------------------------------------------------------- | -------------------------------------------------------------------- | ---- |
| 1.  | All We Got (met Kanye West & Chicago Children's Choir)                              | Chancelor Bennett                                                    | 3:23 |
| 2.  | No Problem (met Lil Wayne & 2 Chainz)                                               | Bennett, Ivan Jackson, Conor Rayne, Dwayne Carter, Jr., Tauheed Epps | 5:05 |
| 3.  | Summer Friends (met Jeremih & Francis and the Lights)                               | Bennett, Jeremy Felton, Francis Farewell Starlite                    | 4:50 |
| 4.  | D.R.A.M. Sings Special                                                              | The Social Experiment, Ware                                          | 1:41 |
| 5.  | Blessings                                                                           | The Social Experiment                                                | 3:41 |
| 6.  | Same Drugs                                                                          | The Social Experiment, Lido                                          | 4:17 |
| 7.  | Mixtape (Young Thug & Lil Yachty)                                                   | CBMIX, Stix                                                          | 4:52 |
| 8.  | Angels (met Saba)                                                                   | Lido, The Social Experiment                                          | 3:26 |
| 9.  | Juke Jam (met Justin Bieber & Towkio)                                               | Rascal, Cottontale                                                   | 3:39 |
| 10. | All Night (met Knox Fortune)                                                        | Kaytranada                                                           | 2:21 |
| 11. | How Great (met Jay Electronica & My Cousin Nicole)                                  | The Social Experiment                                                | 5:37 |
| 12. | Smoke Break (met Future)                                                            | GARREN                                                               | 3:46 |
| 13. | Finish Line / Drown (met T-Pain, Kirk Franklin, Eryn Allen Kane en Noname)          | The Social Experiment                                                | 6:46 |
| 14. | Blessings (Reprise) (met Ty Dolla Sign, Raury, BJ the Chicago Kid en Anderson Paak) | The Social Experiment, Cam O'bi                                      | 3:40 |